# Charles Stuart (General, 1753)
Hon. Sir Charles Stuart KB (* Januar 1753 in Kenwood House, London; † 25. März 1801 in Thatched House Lodge, Richmond Park, Surrey) war ein britischer General und Politiker.

## Herkunft und Jugend
Stuart entstammte einer alten Nebenlinie des Hauses Stuart. Er war der vierte Sohn von John Stuart, 3. Earl of Bute, und dessen Frau Mary Wortley-Montagu, 1. Baroness Mount Stuart, der einzigen Tochter von Edward Wortley-Montagu und Lady Mary Wortley Montagu. Zu seinen Geschwistern gehörten John Stuart, 1. Marquess of Bute, William Stuart, Erzbischof von Armagh und die Schriftstellerin Lady Louisa Stuart. Charles erhielt Privatunterricht und besuchte Dr Graffiani's Academy in Kensington. Er galt als Lieblingssohn seines Vaters, der persönlich seine Erziehung überwachte und mit dem er bis zu dessen Tod in regelmäßigen Briefkontakt stand.

## Militärische Karriere und Einsatz im amerikanischen Unabhängigkeitskrieg
Sein Vater nahm ihn 1768 auf eine Reise auf das europäische Festland mit, anschließend trat er als Ensign des 37rd Regiment of Foot in die British Army ein. Er wurde 1770 zum Lieutenant des 7th Regiment of Foot und 1773 zum Captain des 35th Regiment of Foot befördert. 1775 wurde er als Major des 43rd Regiment of Foot nach Nordamerika versetzt und traf einen Tag nach der Schlacht von Bunker Hill in Boston ein. Nach der Räumung Bostons wurde er nach Halifax verlegt und nahm anschließend an den Landungen in Staten Island und Long Island und der anschließenden Eroberung New Yorks teil. Er erkannte dabei, dass die Plünderungen durch die britischen und hessischen Soldaten den Briten viele Sympathien in der Bevölkerung kosteten, ebenso wie die Unfähigkeit der lokalen Gouverneure, weshalb er in Briefen an seinen Vater den Oberbefehlshaber General Howe kritisch beurteilte. Obwohl er um Ablösung und Versetzung nach Großbritannien bat, wurde er in den Feldzügen nach New Jersey und Pennsylvania eingesetzt, wo er während der Schlacht von Brandywine fast getötet wurde. 1777 kehrte er als Lieutenant-Colonel des 26th Regiment of Foot nach Großbritannien zurück und heiratete am 19. April Anne Louisa Bertie, eine Tochter von Lord Vere Bertie und Enkelin des Robert Bertie, 1. Duke of Ancaster and Kesteven. Im Mai 1778 wurde er erneut nach Nordamerika abkommandiert, wo er sich über die mangelnde Versorgung und die schlechte Organisation im Hauptquartier in New York beklagte. Bereits im November 1778 kehrte er krank nach Großbritannien zurück, wobei er vertrauliche Schreiben von General Clinton mitnahm, der Howe als Oberbefehlshaber abgelöst hatte. Diese übergab er in Großbritannien während einer Unterredung mit Kolonialminister Germain, der jedoch die Lage in Irland als bedrohlicher als die in Nordamerika einschätzte und Clintons Warnungen nicht ernst nahm. Im Juli 1779 kehrte er wieder nach Amerika zurück, wo er ein Vertrauter des verzweifelten Clinton wurde. Stuart drängte ihn, Reformen innerhalb der Armee durchzuführen, lehnte aber den Posten eines Adjutanten ab. Er verließ Amerika bereits wieder im November in der Überzeugung, dass im Krieg in Amerika keine Ehre mehr zu gewinnen sei.

## Tätigkeit als Abgeordneter und Reisen durch Europa
Während er noch als Offizier in Nordamerika kämpfte, wurde er 1776 als Abgeordneter für Bossiney in Cornwall in das House of Commons gewählt. Im House of Commons zählte er jedoch weder zum Regierungslager noch zur Opposition und galt als unentschlossen. Er nahm nur unregelmäßig an den Unterhaussitzungen teil, und da sein Vater beim König in Ungnade gefallen war und er kein neues militärisches Kommando erhielt, zog er sich auf seinen Landsitz nach Schottland zurück. Von Februar 1783 bis zum Frühjahr 1784 unternahm er eine Reise nach Italien, wo er unter anderem Venedig besuchte. Nachdem er noch 1782 zum Colonel befördert worden war, wechselte er 1784 auf einen Dienstposten als Lieutenant-Colonel des 101st Regiment of Foot. Er tat dies, da dieses Regiment noch im selben Jahr demobilisiert wurde und er so eine Freistellung von aktiven Militärdienst unter Halbsold erreichte. In den nächsten Jahren unternahm er weitere Reisen, unter anderem nach Italien, nach Genf, in die Niederlande und wieder nach Italien, wobei er mehrmals kurz nach Großbritannien zurückkehrte und gelegentlich an den Unterhaussitzungen teilnahm. Er hoffte, dass er in den diplomatischen Dienst aufgenommen würde, doch wurde diese Hoffnung nicht erfüllt. Nachdem er bis 1790 Abgeordneter für Bossiney geblieben war, wurde er durch Beziehungen seines Vaters 1790 als Abgeordneter für den schottischen Wahlkreis Ayr Burghs in das House of Commons gewählt, doch blieb er politisch weiterhin meist inaktiv.

## General während der Koalitionskriege
Erst nach dem Tod seines Vaters 1792 und dem Beginn der Koalitionskriege wurde er wieder zum aktiven Militärdienst einberufen, 1793 zum Major-General befördert und erhielt 1794 ein Kommando über Truppen im Mittelmeerraum, wofür er sein Abgeordnetenmandat niederlegte. 1794 wurde er auch Colonel des 68th Regiment of Foot. Im Juli 1794 eroberte er mit Unterstützung durch Nelson Calvi, den letzten französischen Stützpunkt auf Korsika. Seine Tatkraft und seine Tapferkeit erregten die Bewunderung seines Stellvertreters John Moore, doch schon bald geriet er mit Admiral Lord Hood, dem Befehlshaber der Mittelmeerflotte, in Streit. Auch mit dem Vizekönig von Korsika, Gilbert Elliot, hatte er Differenzen, da er sich von ihm als Zivilist keine Befehle erteilen lassen wollte. Stattdessen stellte er sich mit dem korsischen Führer Pasquale Paoli gegen Elliot und legte schließlich im Februar 1795 sein Kommando nieder. Er legte 1795 auch sein Amt als Colonel des 68th Regiment of Foot nieder und erhielt stattdessen das des Colonels 26th Regiment of Foot, das er fortan bis zu seinem Tod innehatte.
1796 wurde er aufgrund einer Abmachung von 1794 als Abgeordneter für Poole in das House of Commons gewählt. Im November 1796 erhielt er den Befehl über eine Streitmacht, mit der er Portugal gegen eine befürchtete französische oder spanische Invasion verteidigen sollte. Dazu konnte unter seiner Führung die Ausbildung der portugiesischen Streitkräfte erheblich verbessert werden. Nachdem sein Einsatz in Portugal Ende 1797 beendet war, erhielt er im nächsten Jahr die Beförderung zum Lieutenant-General und den Auftrag, mit einer 3000 Mann starken Streitmacht von Gibraltar aus Menorca zu erobern. Trotz zahlenmäßiger Unterlegenheit konnte er die Insel am 7. November 1798 ohne Verluste besetzen. Für diesen Erfolg wurde er als Knight Companion des Order of the Bath geadelt und wurde zum Gouverneur der Insel ernannt. In seiner kurzen Amtszeit reformierte er radikal die Inselverwaltung. 1799 organisierte er die Verteidigung von Sizilien gegen einen befürchteten französischen Angriff. Bei einem Besuch vor Malta sah er eine lange Dauer der Belagerung des von französischen Truppen besetzten Vallettas voraus. Nachdem von ihm vorgeschlagene Angriffspläne im Mittelmeerraum nicht verwirklicht wurden, legte er schließlich im April 1800 aus Protest gegen die geplante Übergabe Maltas an Russland sein Kommando nieder. Er kehrte krank nach Großbritannien zurück und starb am 25. März 1801 in seiner Wohnung in Surrey und wurde in Petersham beigesetzt. In Westminster Abbey erinnert eine von Joseph Nollekens geschaffene Gedenktafel an ihn.
Der britische Admiral Lord St. Vincent beurteilte ihn 1798 als besten britischen General seiner Zeit. Allgemein galt Stuart als tapferer und fähiger Offizier, der sowohl Talent als Kommandeur wie auch als Organisator besaß. Bei seinen Soldaten war er beliebt, denen von ihm geführten Einheiten wurde eine hervorragende Disziplin bescheinigt. Er galt jedoch auch als eigensinnig und schwierig, und wegen seines Stolzes und seines heftigen Temperaments geriet er mehrmals mit anderen Militärs in Streit. Sein mangelndes diplomatisches Geschick gegenüber Politikern und Zivilisten verhinderte eine größere Karriere als Diplomat oder Militär.

## Familie und Nachkommen
Aus seiner Ehe mit Anne Louisa Bertie hatte er zwei Söhne:
- Charles Stuart, 1. Baron Stuart de Rothesay (1779–1845) ⚭ 1816 Lady Elizabeth Yorke;
- John James Stuart (1782–1811), Captain der Royal Navy ⚭ 1807 Albinia Sullivan.